# Саркирама (Байдібека район)
Саркира́ма (каз. Сарқырама) — село у складі району Байдібека Туркестанської області Казахстану. Входить до складу Бугунського сільського округу.
Населення — 656 осіб (2021; 727 у 2009, 643 у 1999, 640 у 1989).